# Bricabraque

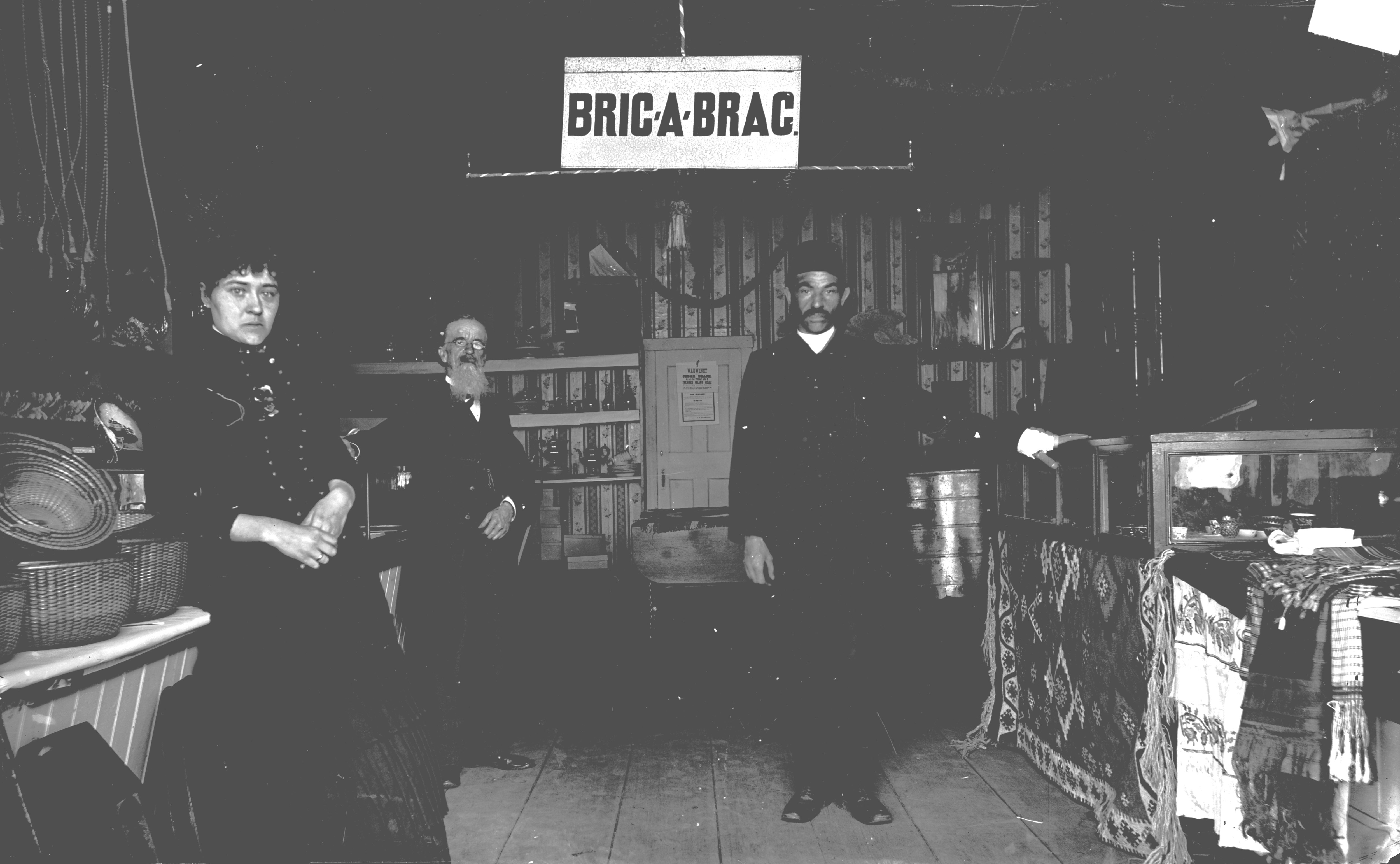
Um bricabraque em Nantucket, cerca de 1880.

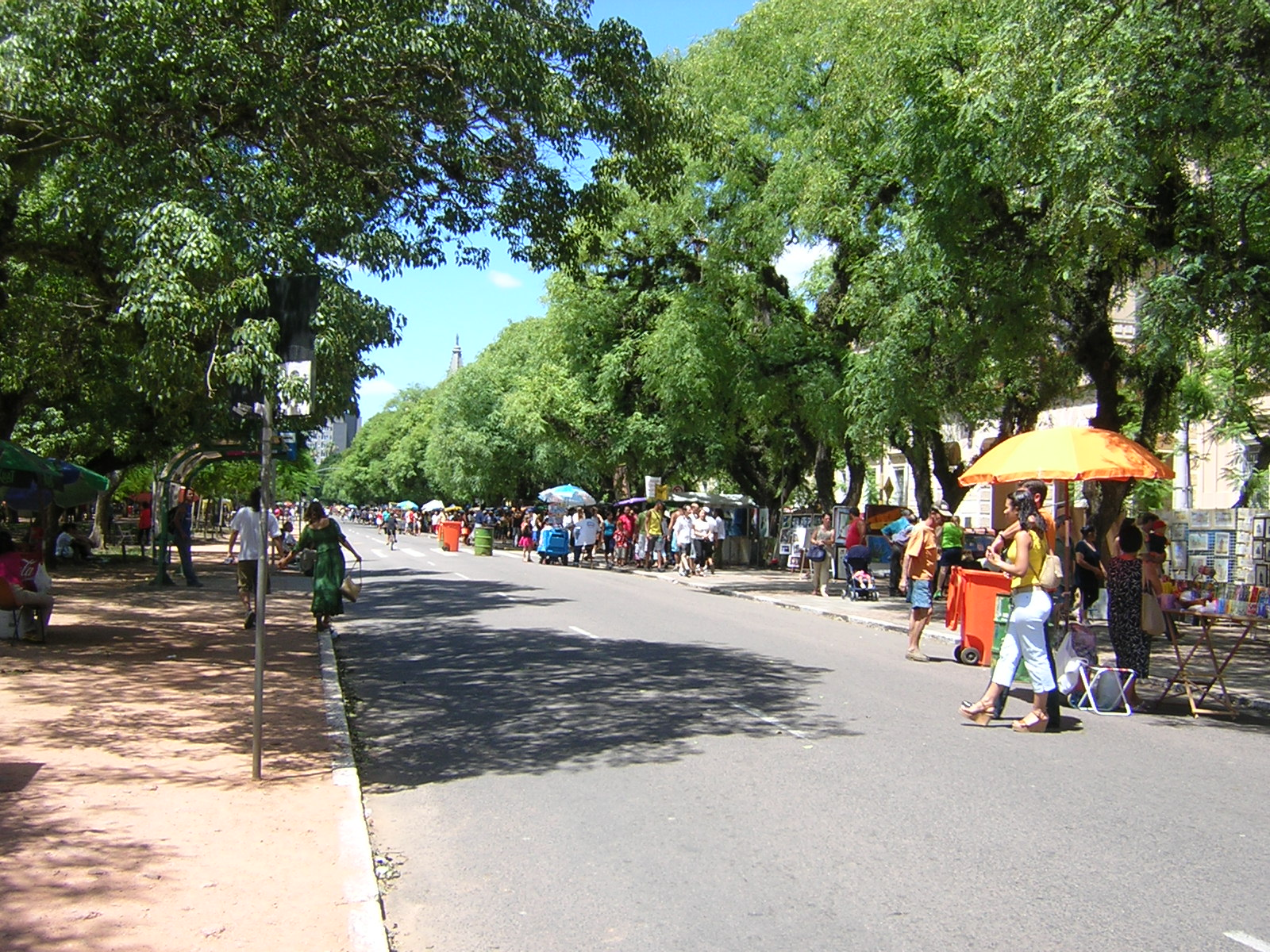
O Brique da Redenção, em Porto Alegre

Bricabraque (do francês bric-à-brac), às vezes chamado brique-a-braque ou apenas brique, se refere a coleções de diversos e velhos objetos de artesanato ou arte, tais como antiguidades, bijuterias, móveis, vestuários, entre outros, bem como ao estabelecimento em que esses são comercializados.
Trata-se de itens relativamente de baixo valor, vendidos frequentemente em mercados de pulgas. Os produtos mais comuns são xícaras decorativas, pequenos vasos, flores artificiais, estatuetas, pinturas em miniatura, etc.
Na cidade brasileira de Porto Alegre, há o conhecido Brique da Redenção, que funciona todos os domingos, em toda a avenida José Bonifácio, junto ao Parque da Redenção.